# Lu Huali
Pour les articles homonymes, voir Lu.
Dans ce nom chinois, le nom de famille, Lu, précède le nom personnel.
Lu Huali (chinois : 路華利), née le 14 mars 1972 à Shenmu (Chine), est une ancienne rameuse chinoise. Elle est médaillée de bronze aux Jeux de 1992.

## Carrière
Aux Jeux de 1992, Gu remporte une médaille de bronze en deux de couple avec Gu Xiaoli et termine 7e du quatre de couple. À Atlanta 1996, elle est membre de l'équipe en quatre de couple chinois qui termine 5e de la finale.

## Palmarès

### Jeux olympiques
- Jeux olympiques d'été de 1992 à Barcelone ( Espagne) :
  -  médaille de bronze en deux de couple